# Petroglifi Oneškog jezera i Bijelog mora
Petroglifi Oneškog jezera i Bijelog mora su zajednički naziv za UNESCO-ovu  svjetsku baštinu koja obuhvaća 33 nalazišta prapovijesnih petroglifa iz neolitika (oko 4,500. – 3,500. pr. Kr.) u Republici Kareliji u Ruskoj Federaciji. Petroglifi su također povezani s više od 100 arheoloških nalazišta, uključujući naselja, logore i jedno groblje datirano u isto vrijeme kada i ova umjetnost kamenog doba . 
Zaštićeno područje je podijeljeno u dvije skupine međusobno udaljene oko 300 km: 
- Petroglifi Oneškog jezera u okrugu Pudožski s 22 skupine i ukupno preko 1200 figura. Oni uglavnom prikazuju ptice, životinje, poluljudske i poluživotinjske figure, kao i geometrijske oblike koji mogu biti simboli mjeseca i sunca. Jedno od poznatijih nalazišta je na rtu Đavolji nos (Бе́сов Нос).
- Petroglifi na obali Bijelog mora (Belomorski okrug ) ima 11 nalazišta s preko 3411 figura koje prikazuju prizore lova i plovidbe, uključujući njihovu pripadajuću opremu (jedrilice, lovačku i radnu opremu), kao i otiske stopala životinja i ljudi.

Ove rezbarije u stijenama nastale prije 7 do 4 tisućljeća, jedno od najvećih takvih nalazišta u Europi, upisane su na UNESCO-ov popis mjesta svjetske baštine u Europi jer „pokazuju značajne umjetničke kvalitete i svjedoče o kreativnosti kamenog doba, te predstavljaju jedinstven uvid u život neolitskih kultura Fenoskandija, vjerovanjima i načinu života lovaca-ribara-sakupljača tijekom razdoblja od 600-800 godina”. Postoje jasne sličnosti između kamene umjetnosti Oneškog jezera i Bijelog mora, posebno u tehnici klesanja u stijeni, kompozicijama kamene umjetnosti, prikazanim scenama i njihovom stilu, kao i u mjestima odabranim za klesanje, tj. horizontalnih motiva na kamenim pločama uz rub vode.
- Petroglifi na obali Oneškog jezera
- Prikaz ljudske figure s Oneškog jezera
- Kamena rezbarija koja prikazuje vidru ili guštera
- Bjelomorski petroglif koji prikazuje 5 skijaša i jednog soba
- Petroglifi rta Besov Nos

### Vanjske poveznice
|  | Zajednički poslužitelj ima još gradiva o temi Petroglifi Oneškog jezera i Bijelog mora |